# Chyże (Drezdenko)
Chyże (niem. Kietz) – część miasta Drezdenka w Polsce, w województwie lubuskim, w powiecie strzelecko-drezdeneckim, w gminie Drezdenko.
1. ↑  Chyże, Drezdenko - polska-org.pl [online], polska-org.pl [dostęp 2025-08-17].